# Jonas Lenn
Jonas Lenn es une escritor francés de ciencia ficción, fantástico y fantasía. Ha publicado numerosos cuentos en varias revistas francesas, y seis novelas. En sus obras se destacan sus preocupaciones humanistas y ecologistas. Sus últimas novelas van más dirigidas a la juventud.

## Libros en francés
- Lenn, Jonas (2005). La Spirale de Lug. La Clef d'Argent. ISBN 978-2-908254-46-4.
- Lenn, Jonas (2006). Manhattan Stories. Les moutons électriques. ISBN 2-915793-16-6.
- Lenn, Jonas (2007). Le Mausolée de chair. La Clef d'Argent. ISBN 978-2-908254-51-8.
- Lenn, Jonas (2008). Le Livre des théophanies. Griffe d'Encre. ISBN 978-2-917718-04-9.
- Lenn, Jonas (2009). Sindbad le voyageur. Mango. ISBN 978-2-740424-79-7.
- Lenn, Jonas (2010). Kinshasa. Mango. ISBN 978-2-740426-31-9.
- Lenn, Jonas (2011). Captifs de Terroma ?. La Clef d'Argent. ISBN 978-2-908254-95-2.

## Libros en castellano
- Lenn, Jonas (2011). El mausoleo de carne. La Clef d'Argent. ISBN 978-2-908254-89-1.

## Libros en esperanto
- Lenn, Jonas (2010). La Karna Maŭzoleo. La Arĝenta Ŝlosilo. ISBN 978-2-908254-83-9.